# ۵۵ خیابان واتر
۵۵ خیابان واتر (به انگلیسی: 55 Water Street) آسمان‌خراش ۵۳ طبقه به ارتفاع ۶۸۷ فوت (۲۰۹ متر)، با کاربری اداری-تجاری است، که در منهتن جنوبی، نیویورک مستقر می‌باشد. پروژه ساخت این ساختمان در سال ۱۹۶۹ آغاز شد و در سال ۱۹۷۲ تکمیل و افتتاح گردید.